# زنی با موهای قرمز (کتاب)
زنی با موهای قرمز (به ترکی استانبولی: Kırmızı Saçlı Kadın)، رمانی‌ست از اورهان پاموک که در سال ۲۰۱۶ منتشر شده‌است. اورهان پاموک موضوعات جاری را از طریق افسانه‌های زمان‌های مختلف درهم آمیخته و آن را با عشق، حسادت، و رابطه بین پدر و پسر، به وسیله تصاویری که از حوادث تاریخی ایجاد می‌کند، نشان می‌دهد. با مطالعه این کتاب می‌توان در مورد تجربیات آن دوره صاحب نظر شد.

پاموک در مورد «زنی با موهای قرمز» عبارات زیر را بیان کرده‌است:
«گفتم از کتاب سیاه خسته شدم و رمان کوتاهی خواهم نوشت، گفتم اقیانوس‌ها را درمی‌نوردم، گفتم مگر ممکن است که رمان کوتاهی بنویسم، این هنر و تجربه‌ای است که در خودم ندیده‌ام. اگر به من باشد، زنی با موهای قرمز هم کوتاه، هم نظریه‌ای در مورد هویت ملیت شرقی - غربی و هم به خاطر کشف موضوعاتی مانند ارتباط فردیت و تمدن، کاملاً متفاوت است.»

## موضوع داستان
«جِم» یک دانش‌آموز دبیرستان است که در سال ۱۹۸۰ با مادرش در استانبول زندگی می‌کند. جم با مادرش صمیمی‌تر و از پدرش کمی دور است. پدر جِم داروخانه دارد، جم هر روز برای پدرش نهار می‌برد. مادرش روزی می‌گوید که پدرش دیگر باز نخواهد گشت، جم از این موضوع غصه‌دار می‌شود اما برای اینکه دچار مشکل مالی نشود و از آنجا که برای تحقق رؤیای ورود به دانشگاه، رفتن به کلاس‌های درس را ضروری می‌داند، شروع به جستجوی کار می‌کند و برای اولین بار در یک کتابخانه شروع به کار می‌کند. پس از آن بنا بر توصیه‌ای به کار چاه‌کنی مشغول می‌شود.

از دیگر قهرمانان رمان، می‌توان به خیری بیک اشاره کرد که قصد دارد یک کارخانه نساجی تأسیس کند، اما برای این کارخانه در منطقه کار حفاری لازم است. چون در آن زمان حفاری مکانیزه وجود نداشت به چاهکن مراجعه می‌کند و کار را به «اوستا محمود» برای پیدا کردن آب واگذار می‌کند. اوستا محمود به همراه جم و علی، کار حفاری را آغاز می‌کنند. در یک زمان کوتاه جم که به اوستامحمود وابستگی پیدا کرده و با دلبستگی شدیدی به او، او را مثل پدرش می‌بیند. کار پیدا کردن آب در منطقه احداث کار خانه نساجی به درازا می‌کشد و جم با زنی با موهای قرمز روبرو شده و عاشق او می‌شود. جم که هر روز تلاش می‌کند این زن را ببیند. پس از زمان اندکی می‌فهمد که او بازیگر تئاتر و همچنین متأهل میباشد.

جم و زن موقرمز، در یک روز که همسر زن در خانه نیست، با هم دیدار کرده و با یکدیگر وقت می‌گذرانند. در این بین علی شاگرد اوستا محمود کار را رها می‌کند. یک روز زمانی که جم با اوستا مشغول کار است، سطلی از ارتفاع بیش از ۲۰ متری بر سر استادش می‌افتد و جم تصور می‌کند که نمی‌تواند نجاتش دهد و سپس کار و شهر را رها می‌کند.

سال‌ها بعد که جم یک پیمانکار حرفه‌ای شده‌است، برای کاری به «اونگرن» (شهری که داستان در آن اتفاق می‌افتد) می‌رود و متوجه می‌شود که پسری به نام انور از زن مو قرمز دارد. انور خودش را فرد دیگری به پدرش معرفی می‌کند و در نزاعی که بین این دو رخ می‌دهد، انور پدرش را کشته و به زندان می‌رود.

## درون‌مایه داستان
اگرچه داستان حول محور رابطهٔ پدر و فرزندی می‌گذرد، پاموک سعی می‌کند با توسعهٔ این داستان، نگاهی تازه‌ به هر گونه رابطهٔ مرید و مرادی بیندازد؛ چه این رابطه، رابطهٔ پدر و فرزند باشد، چه رابطهٔ حکومت و شهروند و چه رابطهٔ خدا و بنده. ایدهٔ اصلی بسیاری از داستان‌های کلاسیک پیشگویی اتفاقات پیشِ‌روست؛ به پادشاهی می‌گویند فرزندت تو را خواهد کشت و او به خیال خودش از شر فرزند خلاص می‌شود. بعدها همان فرزند او را می‌کشد و تخت پادشاهی را سرنگون می‌سازد؛ درونمایهٔ رایج بسیاری از داستان‌های اسطوره‌ای در ملل و مذاهب مختلف. پاموک نیز در زنی با موهای قرمز  از همین مفهوم استفاده می‌کند. او در استانبول -محل تلاقی شرق و غرب- افسانه‌ای از شرق را با افسانه‌ای از غرب در هم می‌آمیزد و ضمن قرارگرفتن در جایگاه یک قصه‌گوی پُرگوی کلاسیک، سعی می‌کند از زاویه‌ای دیگر هم به شخصیت‌های داستانش نزدیک شود. برای پاموک تنها ارائهٔ روایتی از سرنوشت ادیپ «سوفکلس» یا سهراب «فردوسی» مطرح نیست، بلکه او بیش از هر چیز می‌خواهد با نزدیک‌شدن به فردیت ادیپ یا سهراب، فارغ از داستان کلی نگاهی بیندازد بر احوالات فردی آنها؛ اینکه بر آن‌ها چه گذشت و رنج‌ها، دغدغه‌ها، دلتنگی‌ها و مسائلشان چه بود. این چیزی بیشتر از نگاه به یک عنصر منفعل در داستان که سرنوشتش از پیش تعیین شده، است. اینجاست که برای پاموک، فردیت جِم زیر فرمان‌ها و تعالیم اوستا محمود چاه‌کن، مهم‌تر از پایان داستان خواهد بود؛ همان‌گونه که برای او فردیت فرد در برابر حاکمیت مهم‌تر است. در واقع پاموک سعی می‌نماید با نزدیک‌شدن به فردیت شکنندهٔ قهرمان‌های داستان‌ها به تماشای شکستن آن‌ها در برابر تقدیر، سرنوشت یا هر قدرت برتری که بر فرد مستولی می‌شود، بنگرد و آن را روایت کند.

## ترجمه کتاب در ایران
این کتاب در ایران توسط ناشرین و مترجمین متعددی ترجمه شده‌است. از میان آن‌ها می‌توان به نمونه‌های زیر اشاره کرد:
- مهر ۱۳۹۵ - زنی با موهای قرمز- رؤیا پورمناف - نشر هونار - شابک: ۹۷۸۶۰۰۸۱۸۳۰۱۳
- دی ۱۳۹۵ - زنی با موهای قرمز - مژده الفت - انتشارات نون - شابک: ۹۷۸۶۰۰۷۱۴۱۸۱۶

(مژده الفت  برای ترجمه این کتاب  به عنوان  مترجم برتر مؤسسه فرهنگی یونس امره ترکیه برگزیده شد )
- اسفند ۱۳۹۵ - مو قرمز - عین‌له غریب - نشر چشمه - شابک ۹۷۸۶۰۰۲۲۹۷۱۹۸